# Modello di business
Il modello di business, anche detto modello d'affari (business model in inglese), descrive le logiche secondo le quali un'organizzazione crea, distribuisce e raccoglie il valore. In altre parole, è l'insieme delle soluzioni organizzative e strategiche attraverso le quali l'impresa acquisisce vantaggio competitivo.
In particolare, il modello di business:
- Fornisce le linee guida con cui l'impresa converte l'innovazione in acquisizione di valore (ad esempio il profitto per le organizzazioni for profit, oppure la tutela ambientale per un'amministrazione pubblica o una ONG) senza prescindere da una adeguata strategia in grado di apportare un vantaggio competitivo nei confronti della concorrenza (traccia così una direzione a cui probabilmente faranno seguito i follower);
- Definisce un'organizzazione che consenta di condividere la conoscenza all'interno dell'azienda e valorizzare le proprie risorse umane favorendo le condizioni ideali per incentivare l'innovazione;
- Individua i rapporti di interazione e cooperazione con fornitori e clienti (mercato) valorizzando le proprie scelte (di modello e/o di business);
- Stabilisce le metodologie e gli strumenti per analizzare in modo critico e continuativo i risultati ottenuti dal proprio modello di business confrontandoli con quelli dei propri concorrenti.

Il processo di costruzione e modifica di un modello di business è anche chiamato innovazione del modello di business, e rientra nella strategia di business.
Sia nella teoria che nella pratica, il termine modello di business è usato per descrivere una vasta gamma di aspetti formali ed informali che rappresentano gli aspetti centrali dell’attività produttiva dell’azienda.

## Contesto
La letteratura economica fornisce interpretazioni e definizioni piuttosto diverse del modello di business. Uno studio basato sull’analisi sistematica delle risposte dei manager a un sondaggio definisce come modello di business la progettazione di strutture organizzative volte a realizzare un’opportunità commerciale. Spiegazioni più approfondite di questa logica della progettazione enfatizzano l’uso di una certa narrativa, o coerenza, nella descrizione dei modelli di business, i quali sono utilizzati come meccanismi grazie ai quali gli imprenditori creano imprese dalla crescita straordinaria e di successo.
Specialmente nel settore imprenditoriale, i modelli di business sono usati per descrivere e classificare le aziende, ma sono anche usati dagli stessi manager interni alle aziende per esplorare varie opportunità in vista di sviluppi futuri. Infatti, i modelli di business meglio conosciuti possono essere usati come linee guida dai manager più creativi. Inoltre, i modelli di business in alcuni casi sono citati nel contesto della contabilità ai fini della rendicontazione pubblica.

## Storia
Nel corso degli anni, i modelli di business sono diventati sempre più sofisticati.
Il “modello dell’esca e dell'amo” (conosciuto anche come “modello del rasoio e delle lamette” o “modello dei prodotti vincolati) fu introdotto all’inizio del XX secolo: esso comportava di offrire un prodotto base a un prezzo stracciato, spesso addirittura in perdita (l’esca), quindi di associarvi il pagamento di ulteriori importi per ricariche, prodotti o servizi associati, così da compensare (l'amo). Alcuni esempi possono essere: rasoio (esca) e lame (amo); telefoni cellulari (esca) e costi di chiamata (amo); stampanti per computer (esche) e ricariche delle cartucce d'inchiostro (amo); fotocamere (esche) e stampe (gancio). Una delle più magistrali applicazioni di questo modello di business venne fatta da King C. Gillette, fondatore della Gillette Company, che nel 1903 commercializzò un nuovo prodotto, nato un’idea originale e da poco brevettata: il rasoio di sicurezza con lamette usa-e-getta. È proprio dalla strategia usata dall’imprenditore statunitense che viene uno dei nomi di questo modello di business: “modello del rasoio e delle lamette”. Gillette infatti decise di vendere a prezzi molto accessibili, o addirittura di regalare in abbinamento ad altri prodotti, il manico del suo rasoio. Ciò portò il mercato a generare una domanda, prima inesistente, degli altri accessori ad esso associati e in particolare delle lamette gillette, tanto che già nel 1906 le loro vendite arrivarono ai 12 milioni di pezzi, facendo della Gillette una delle più importanti imprese del settore.
Negli anni cinquanta del XX secolo, McDonald’s e Toyota introdussero nuovi modelli di business; negli anni sessanta, gli innovatori furono Wal-Mart e Hypermarkets; gli anni Settanta videro nascere nuovi modelli di business da FedEx e Toys R Us; negli anni ottanta da Blockbuster, Home Depot, Intel e Dell Computer; infine, nell’ultimo decennio del secolo, i rinnovamenti nei modelli di business vennero fatti da Southwest Airlines, Netflix, eBay, Amazon.com e Starbucks.
Oggi, i tipi di modelli di business possono dipendere dall’uso che viene fatto della tecnologia. Ad esempio, gli imprenditori di internet hanno creato modelli completamente nuovi, la cui esistenza dipende interamente dalla tecnologia disponibile o in via di sviluppo. Usando la nuova tecnologia, le imprese possono cercare ed entrare in contatto con un largo numero di clienti a costi minimi. Inoltre, l’aumento dell’esternalizzazione e della globalizzazione ha fatto in modo che i modelli di business debbano anche tenere conto di fattori come l’approvvigionamento strategico, la costruzione di catene di rifornimento complesse e il passaggio a strutture contrattuali collaborative e relazionali.

## Approfondimenti teorici ed empirici

### Logica della progettazione e della coerenza narrativa
La logica della progettazione vede un modello di business come il risultato della creazione di nuove strutture organizzative, o come il cambiamento delle strutture esistenti allo scopo di trovare nuove opportunità. Gelly George e Adam Bock (2001) hanno condotto una revisione completa della letteratura economica e delle interviste ai manager per capire come venissero percepiti i componenti di un modello di business.. In questa analisi, gli autori mostrano che è presente una logica di progettazione dietro a come manager e imprenditori percepiscono e spiegano il proprio modello di business.
In ulteriori approfondimenti sulla logica di progettazione, George e Bock (2012) utilizzano casi di studio e dati di indagini raccolti dalla IBM sui modelli di business delle grandi aziende per descrivere in che modo gli amministratori delegati (CEO) e gli imprenditori creano narrazioni o storie in maniera coerente, al fine di portare la propria azienda da una possibilità di profitto all’altra. Essi mostrano anche che, quando la narrazione è incoerente o se i componenti della storia sono disallineati, le imprese tendono al fallimento. Indicano quindi alcuni modi in cui l’imprenditore o l’amministratore delegato possono creare narrazioni forti in grado di portare un cambiamento nella strategia.

### Complementarità tra aziende partner
Berglund e Sandström (2013) hanno sostenuto che i modelli di business dovrebbero essere analizzati secondo una prospettiva di sistemi aperti, piuttosto che rappresentare una problematica interna all'azienda. Siccome le aziende innovatrici non hanno più il controllo esecutivo sulla rete circostante, i modelli innovatori di business tendono a richiedere loro la messa in campo di tattiche di soft power, con l’obiettivo di allineare interessi eterogenei. Come risultato, vengono creati modelli di business aperti, in quanto le aziende si affidano sempre più spesso a partner e fornitori per rendere disponibili nuove attività che non rientrano nel loro ambito di competenza.
In uno studio sulla ricerca collaborativa e la ricerca tecnologica affidata a enti esterni, Hummel e altri (2010) hanno riscontrato che, per quanto riguarda le decisioni sui partner commerciali, è importante assicurarsi che i modelli di business delle parti siano complementari. Ad esempio, hanno scoperto che è importante identificare i fattori di valore portati dai potenziali partner analizzando il loro modello di business, e che apporta maggiori benefici nel collaborare con aziende che capiscano gli aspetti chiave del modello di business della propria azienda.
L’Università del Tennessee ha condotto delle ricerche sulle relazioni commerciali altamente collaborative. I ricercatori hanno codificato le proprie ricerche in un modello di business di ricerca, noto come modello Vested (citato anche come Vested Outsourcing, traducibile letteralmente in italiano come “approvvigionamento esterno”). Quello Vested è un modello di business ibrido, secondo il quale acquirenti e fornitori si trovano in un rapporto di esternalizzazione, in cui il focus della relazione commerciale è basato sulla condivisione di valori e obiettivi comuni per creare un accordo che sia altamente collaborativo e reciprocamente vantaggioso per ciascuna parte.

## Categorizzazione
A partire dal 2012, alcune ricerche e sperimentazioni hanno portato alla teorizzazione del cosiddetto “modello di business liquido”.

### Passaggio dal Pipe model al Platform model
Sangeet Paul Choudary (2013) in un articolo pubblicato su Wired Magazine divide i modelli di business in due grandi famiglie: i Pipes Business Models (modelli di business lineari) e i Platforms Business Models (modelli di business in rete). Nel caso dei Pipe Models, le aziende creano beni e servizi, li distribuiscono e li vendono ai consumatori. Il valore è prodotto a monte e consumato a valle, secondo un flusso lineare (da qui il nome Pipe, ossia tubatura). Al contrario, nei Platform Models le aziende non creano semplicemente beni e li distribuiscono, ma consentono ai consumatori di creare e di consumare il valore.
Alex Moazed, fondatore e CEO di Applico, definisce i Platform Models come modelli di business che creano valore attraverso l’agevolazione degli scambi tra due o più gruppi interdipendenti, solitamente consumatori e produttori di un certo valore. Essendo risultato della digitalizzazione, è il modello di business predominante del XXI secolo.
In un articolo su MarketWatch, Choudary, Van Alstyne e Parker spiegano ulteriormente come i modelli di business si stiano evolvendo da Pipe Models a Platform Models, portando al collasso di intere industrie.

### Piattaforme
Gli elementi di successo per un Platform Business Model sono 3:
- Il Toolbox: crea connessioni agevolando l’inserimento nella piattaforma agli altri attori e permettendo l’interazione tra i partecipanti.
- Il magnete: attrae i partecipanti alla piattaforma. Nelle piattaforme di transazione, sia i consumatori che i produttori devono essere presenti per raggiungere la massa critica.
- Il Matchmaker: favorisce il flusso di valore assicurando la connessione tra produttori e consumatori. I dati sono la differenza tra il Platform Model e gli altri modelli di business e sono la chiave per un matchmaking di successo.

Chen (2009) stabilisce che il modello di business deve tenere conto della capacità del Web 2.0, la quale contiene intelligenze collettive, effetti di rete, user-generated content e la possibilità di sistemi auto-miglioranti. Suggerisce quindi che l‘industria dei servizi, al pari di quella del trasporto, di quella alberghiera, della ristorazione, dell’informazione, del gaming online e le tecnologie della comunicazione saranno in grado di trarre beneficio se sapranno adottare modelli di business che tengano conto delle caratteristiche del web 2.0. Aggiunge inoltre che i modelli di business 2.0 non devono tener conto soltanto degli effetti del web 2.0, ma anche degli effetti di rete: fornisce come esempio la storia di Amazon, in grado di ottenere ogni anno enormi ricavi attraverso lo sviluppo di una piattaforma aperta, a supporto di una comunità di aziende che riutilizzano i servizi di on-demand commerce di Amazon.

## Applicazioni
Malone et al. hanno trovato alcuni modelli di business, come da loro definiti, inserendoli in un database costituito dalle più grandi aziende statunitensi dal 1998 al 2002, mentre non hanno dimostrato se l’esistenza di un modello di business fosse importante.
Nell'ambito del progetto Software-Cluster, finanziato dal Ministero Federale Tedesco per l'Educazione e la Ricerca, è stato sviluppata un'applicazione per la progettazione e l'analisi di modelli di business per imprese operanti nell'industria del software. Dati e concetti su cui si basa l'applicazione sono descritti in diverse pubblicazioni scientifiche.
Nell’ambiente sanitario e in particolare in compagnie che sfruttano il potere delle intelligenze artificiali, la progettazione dei modelli di business è particolarmente impegnativa, in quanto ci sono una moltitudine di meccanismi di creazione di valore e una moltitudine di possibili stakeholders.
Il concetto di business model è stato incorporato in determinati principi contabili. Per esempio l’International Accounting Standards Board (IASB) utilizza un business model per gestire le attività finanziarie “ come criterio per determinare se tali attività dovrebbero essere misurate al costo ammortizzato o al valore corretto nei suoi strumenti di finanza. Nella sua proposta del 2013 per la contabilità degli strumenti finanziari la Financial Accounting Standards Board ha proposto un uso analogo di business model per classificare gli strumenti finanziari. Il concetto di business model è stato introdotto anche nella contabilità delle imposte differite ai sensi dei principi dell’International Financial Reporting Standards con 2010 emendamenti a dodici indirizzamenti delle imposte differite relative ad investimenti immobiliari.
Il concetto è stato anche proposto come approccio per determinare la misurazione e la classificazione della contabilizzazione dei contratti assicurativi. Come risultato della crescente rilevanza del concetto di modello di business, esso ha ricevuto da parte della European Financial Reporting Advisory Group (EFRAG) un progetto sul ruolo del business model nella rendicontazione finanziaria nel 2011.

## Design
Con l’espressione “business model design” ci si riferisce all’attività di progettazione dei modelli di business per le imprese. Massa e Tucci (2014) sottolineano la differenza tra la creazione da zero di un nuovo modello di business, come spesso accade nel caso di spin-off accademici e di imprenditoria altamente tecnologica, e trasformare un modello di business già esistente, come nel caso di Hilti, azienda produttrice di utensili che è passata dal vendere i propri prodotti ad una strategia di leasing. Dal momento che le differenze tra i due casi descritti sono così profonde (ad esempio, mancanza di risorse nel primo caso, inerzia e conflitti con realtà già esistenti o strutture organizzative nel secondo), suggeriscono di utilizzare due diversi termini per individuarli, definendo business model design il processo di creazione di un modello di business da zero e business model reconfiguration il processo che implica la trasformazione di un modello già esistente; sottolineano inoltre il fatto che i due processi non si escludono a vicenda, poiché entrambi possono presentare alcuni step paralleli.

### Considerazione Economica
Al-Debei e Avison (2010) considerano il valore finanziario come una delle molte dimensioni dei modelli di business, che serve per raffigurare informazioni relative alla rilevazione e controllo dei costi aziendali, alla fissazione dei prezzi e alla struttura delle entrate. Stewart e Zhao (2000) definiscono il modello di business come “la dichiarazione di come un’azienda otterrà entrate economiche e di come manterrà i flussi di profitto nel tempo”.

### Considerazione dei componenti
Osterwalder et al.(2005) considerano il modello di business il progetto base di come un’azienda decide di fare business. Slywotzky (1996) considera il modello di business come “la somma di come un’azienda sceglie i propri clienti, definisce e differenzia le proprie offerte, definisce i compiti che eseguirà da sola e quelli che affiderà ad esterni, configura le proprie risorse, si affaccia al mercato, crea utilità per i consumatori e acquisisce profitti.

### Outcome strategico
Mayo e Brown (1999) considerano il modello di business “la progettazione di sistemi chiave interdipendenti che crea e sostiene un business competitivo”. Casadesus-Masanell e Ricart (2011) descrivono il modello di business come “un set di scelte (policy, asset e governance) e conseguenze (flessibili e rigide)” e sottolineano l’importanza del considerare “come esso interagisce con gli altri player nell’industria” invece di considerarlo come un fattore isolato.

## La creazione e il mantenimento del valore
Dal libro Open di Henry Chesbrough si può desumere cosa si intende per "creare valore" e "consentire di acquisire una porzione di quel valore".
- Creare valore: definendo una serie di attività, dalle materie prime al consumatore finale, che daranno valore aggiunto a un nuovo prodotto o a un nuovo servizio.
- Acquisire una porzione di quel valore: creando una risorsa, un asset o una posizione esclusiva all'interno di quella serie di attività in cui l'azienda gode di un vantaggio competitivo. Creare valore passa attraverso una buona trasmissione del valore stesso: "se ho un buon prodotto, ma non lo so vendere, è come se non lo avessi!"

La creazione di valore si può perseguire in tre modi:
- miglior prezzo, ad esempio attraverso la compressione della capacità produttiva (il modello della catena di montaggio per gli anni 30 era perfetto)
- miglior prodotto, ossia, ad esempio, la miglior tecnologia applicata.
- miglior servizio al cliente, ossia customer value e customer satisfaction: servizio "chiavi in mano" e il cliente non deve più pensare a niente.

## Definizione di progettazione o sviluppo
Zott e Amit (2009) considerano il modello di progettazione del business dalla prospettiva dei termini di progettazione stessa e progettazione del contenuto. I termini di progettazione si riferiscono al valore dominante nel sistema di creare guide e i contenuti di progettazione esaminano in maggiore dettaglio le attività che dovranno essere svolte, il collegamento e la sequenza delle attività e chi le andrà a svolgere.

### Importanza dei temi di progettazione
Sviluppare un’impalcatura per il modello di sviluppo del business dando importanza alla progettazione, Lim (2010) ha proposto la strategia vantaggio-svantaggio ambientale che consiste nel variare la combinazione di costo, qualità, tempo, flessibilità, innovazione ed attaccamento.

### Importanza del contenuto della progettazione
Il modello di progettazione del business include il modellamento e la descrizione delle seguenti caratteristiche di un’azienda:
- proposizione dei valori
- divisione di target dei clienti
- canale di distribuzione
- relazione con i clienti
- configurazione dei valori
- incentramento delle capacità
- rete commerciale
- rete di collaboratori
- struttura del costo
- modello di guadagno

Uno scheletro di modello di progettazione del business può facilitare il processo di progettazione e di descrizione di un modello di un’azienda.
Daas et al (2012) ha sviluppato un sistema di supporto decisionale per il modello di progettazione del business. Nel loro studio un sistema di supporto decisionale è sviluppato per aiutare Saas in questo processo basato su un approccio di sviluppo che consiste in un processo di progettazione guidato da vari metodi.

## Esempi
Nella primissima storia dei modelli business era tipico definire i vari modelli di business come costruisci e fissa o come intermediario. Ad ogni modo, questi tipi solitamente descrivono solo un aspetto del business (il più delle volte il modello di guadagno). Tuttavia la letteratura più recente sui modelli di business si concentra nel descrivere un modello come un insieme, invece dei soli singoli aspetti visivi.
I seguenti esempi forniranno una visuale per vari modelli di business che sono stati messi in discussione sin dall'invenzione del termine business model.
- Modello “Bricks and Clicks”

Modello secondo cui un’azienda integra sia le presenze online che quelle offline. Un esempio è quando una catena di negozi autorizza l’utilizzatore ad ordinare i prodotti online ma li fa ritirare al negozio locale.
- Modello di business collettivo

Sistema di business, organizzazione o associazione tipicamente composta da un numero relativamente grande di affari commerciali o professionisti nello stesso campo o in aree relazionate che condividono risorse e informazioni o provvedono altri benefici per i loro membri. Per esempio, un parco scientifico un campus high tech forniscono risorse condivise (laboratori ed altre facilitazioni) alle persone localizzate all'interno di questi consorziati e in aggiunta cercano di creare una comunità innovativa attorno a questi e ai loro impiegati.
- Modello senza intermediario

La rimozione degli intermediari in una catena: “tagliare fuori l’intermediario”. Invece di addentrarsi attraverso i tradizionali canali di distribuzione, che hanno un qualche tipo di intermediario (distributore, venditore, agente, o rappresentante) le compagnie possono adesso trattare direttamente con ogni cliente, per esempio via internet.
- Modello di vendite dirette

La vendita diretta è commerciare e vendere prodotti direttamente al consumatore lontano da una rete fissa di luoghi. Le vendite sono fatte tipicamente in feste organizzate, dimostrazioni e altri contatti personali. Una definizione letterale è: la personale diretta presentazione, dimostrazione, e vendita di prodotti e servizi al consumatore, solitamente nelle loro case o nel loro posto di lavoro.
- Modelli di distribuzione del business, vari
- Incassi e spese

Modello di business che lavora mettendo a carico del primo cliente una tassa per un servizio, mentre offre quel servizio gratis ai clienti seguenti.
- Franchise

Franchising è la pratica di usare il modello business di successo di qualcun altro. Per il franchisor è un’alternativa al costruire catene di negozi per distribuire i prodotti ed evitare così gli investimenti e le spese di una catena. Il successo del franchisor è anche il successo della casa madre. Il franchiser ha un incentivo migliore di un impiegato diretto perché ha un diretto guadagno dal business.
- Modello di business delle risorse

È un approccio basato sui sistemi di strutturare relazioni con i fornitori. Un modello delle risorse è un tipo di modello che è applicato alle relazioni commerciali quando più di una parte ha bisogno di lavorare con qualcuno per avere successo. Ci sono sette modelli di business basati sulle risorse che vanno dal transazionale a quello basato sugli investimenti. I sette modelli sono: basic provider, approved provider, prefered provider, performance-based/managed services model, vested outsourching business model, shared services model, e equity partnership model. I modelli di business di risorse sono ideali per i professionisti che cercano un approccio moderno per raggiungere il miglior accordo tra compratori e venditori. La teoria di questo modello è basata su uno sforzo di ricerca collaborativo dell’Università del Tennessee, il Sourching industry group, il Centre for Outsourcing Research & Education e l’international association for contracts and commercial managment. Questa ricerca ha gettato le basi per il libro per 2016 “Strategic sourching in the new economy: harnessing the potential of sourching business models in modern procurement”.
- Freemium business model

Modello business che lavora offrendo servizi di web base o basilari prodotti digitali scaricabili, gratis o a pagamento per opzioni avanzate e speciali.
- Paga quello che vuoi (PWYC)

Un commercio non-profit o di guadagno e di subordinazione incrociata che dipende dalla reciprocità e fiducia.  “Paga quello che vuoi” è usata tante volte come sinonimo ma “paga quello che puoi” è spesso più orientato alla carità o agli usi sociali, basato di più sull'abilità a pagare, mentre paga quello che vuoi è più orientato a valori percepiti in combinazione con la volontà e l’abilità di pagare.
- Modello di valore aggiunto di rivendita

È un modello in cui un business produce qualcosa che è rivenduto ma con qualche modifica che aggiunge valore al prodotto o al servizio originale. Queste modifiche o aggiunte sono per di più specifiche e specialistiche e sono essenziali per la distribuzione. I modelli che seguono questo modello devono sviluppare una rete di rivenditori. È uno degli ultimi modelli di business collaborativo che possono aiutare nel rendere i cicli di sviluppo più veloci ed è adottato da molte compagnie tecnologiche specialmente software.
Altri esempi di modello business sono:
- Mercato ad asta
- All-in-one business model
- Leasing
- Low-cost carrier business model
- Modello di business della fidelizzazione (Loyalty business models)
- Monopolio
- Multi-level marketing
- Economie di rete
- Asta online
- E-business
- Online media cooperative
- Premium business model
- Open-business
- Marketing piramidale
- Modello "Razor and blades"
- Modello della servitizzazione dei prodotti
- Abbonamento
- Network Orchestrators Companies
- Commercio elettronico

## Struttura
Le comunità tecnologiche centrali hanno definito la struttura per i modelli di business. Queste strutture cercano di definire un approccio rigoroso per definire i valori di flusso del business. Tuttavia, non è chiaro in che entità questi schemi siano importanti per il pianificazione del business. Le strutture dei modelli di business rappresentano l’aspetto centrale di ogni azienda; riguardano “la totalità di come un’azienda seleziona i suoi clienti definisce e differenzia le sue offerte, definisce gli obbiettivi che raggiungerà e quelli che non supererà, configura le sue risorse, va nel mercato, crea utilità per i clienti e ne cattura profitti”. Una struttura di business include fattori interni (analisi marketing; promozioni di prodotti e servizi, sviluppo della fiducia, influenza sociale e condivisione della conoscenza) e fattori esterni (concorrenti e aspetti tecnologici).
Una revisione delle strutture dei modelli di business può essere trovata in J. Krumeich, T. Burkhart, D. Werth, and P. Loos (2012). A seguito vengono riporta alcune strutture di business model.
- Business reference model

È un modello di riferimento che si concentra sugli aspetti di architettura del business centrale di un’impresa, di un’organizzazione di servizi o di una struttura governativa.
- Business model dei componenti

Tecnica sviluppata da IBM per modellare e analizzare un’impresa. È una rappresentazione logica o una mappatura di componenti business o “building blocks” e può essere riassunta in una singola pagina. Può essere usata per analizzare l’allineamento della strategia di un’impresa con le capacità e gli investimenti dell’organizzazione identificando così capacità business ridondanti o sovrapposti etc.

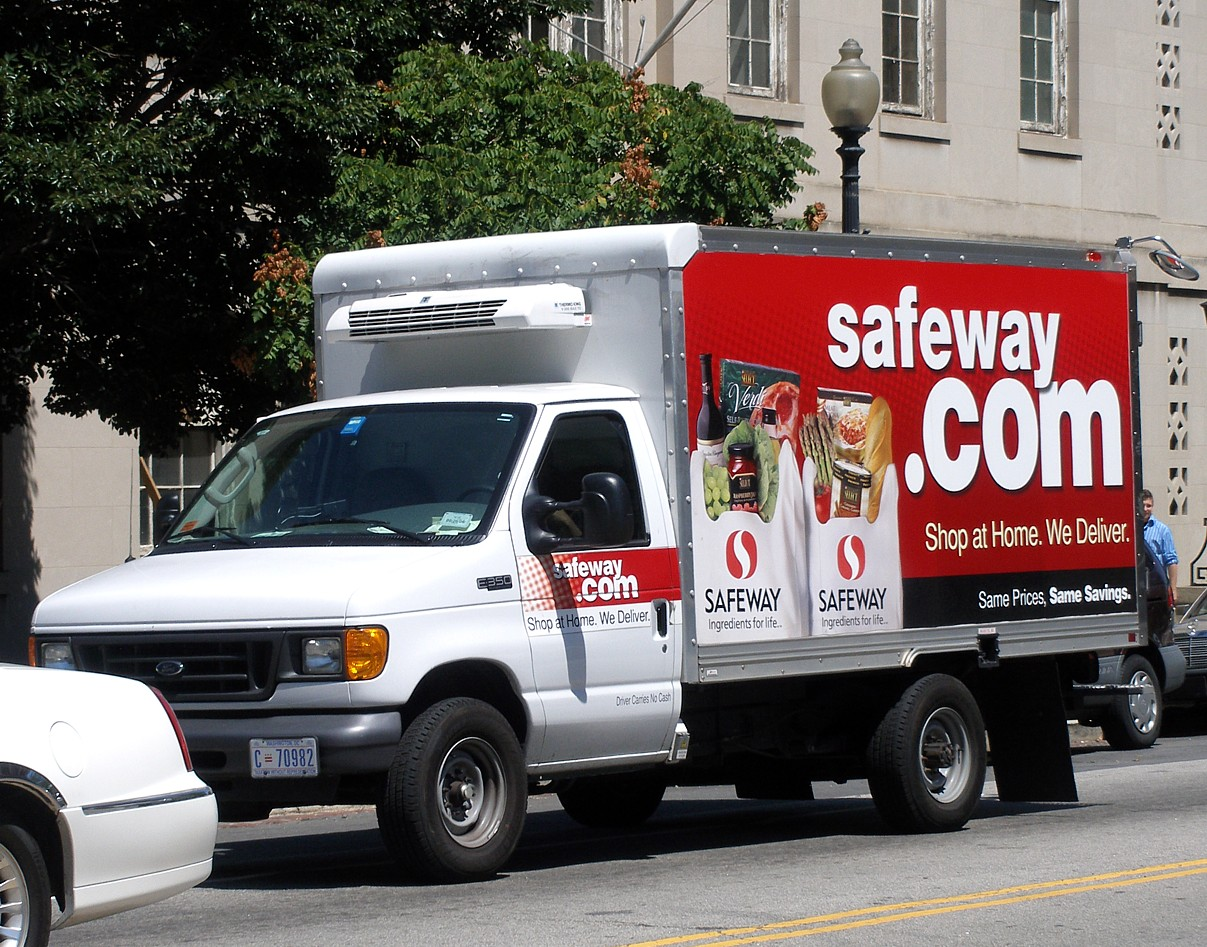
Sebbene Webvan abbia fallito nel suo obiettivo di disintermediazione dell'industria del supermercato nordamericano, diverse catene di supermercati (come Safeway Inc.) hanno lanciato i propri servizi di consegna per rivolgersi al mercato di nicchia a cui Webvan si occupava.

- Business model dell'industrializzazione dei servizi

Modello usato in organizzazione strategica e commercio dei servizi che tratta la provvigione dei servizi come un processo industriale soggetto alle procedure di ottimizzazione industriale.
- Business Model Canvas

Sviluppato da A. Osterwalder, Yves Pigneur, Alan Smith e quattrocentosettanta partecipanti da quarantacinque paesi, il modello Canvas è una delle strutture più usate per descrivere gli elementi dei modelli business.
- OGSM (Objectives, goals, strategies and measures)

È sviluppato da Marc van Eck e Ellen van Zanten nel libro "Business plan on 1 page"., tradotto in diverse lingue in tutto il mondo. Primo libro di gestione nei Paesi Bassi nel 2015.

## Concetti correlati
Il processo di progettazione di un modello di business è parte della strategia di business. La progettazione e l’innovazione del modello si riferiscono al modo in cui un’azienda (o una rete di aziende) definisce la sua logica di business ed il suo livello strategico.
Le aziende concretizzano il loro modello di business a livello operativo attraverso le loro attività economiche. Ciò si riferisce alle attività, alle capacità, alle funzioni e all'infrastruttura a livello di processo (ad esempio, i processi aziendali e la modellazione degli stessi), alle loro strutture organizzative (ad esempio organigrammi, flussi di lavoro, risorse umane) e sistemi (ad esempio architettura delle tecnologie dell'informazione, linee di produzione)
Conseguentemente un modello business realizzabile e applicabile, richiede un allineamento con le operazioni citate.
Il marchio è una conseguenza del modello di business con cui ha una relazione simbiotica, poiché il modello determina la promessa del marchio e il valore del marchio diventa una caratteristica del modello. La gestione di questi aspetti è un compito del marketing integrato.
La terminologia standard e gli esempi di modelli di business non si applicano alla maggior parte delle organizzazioni non profit dal momento che le loro risorse di entrata non sono generalmente le stesse dei beneficiari. Al suo posto si usa generalmente il termine “modello di finanziabilità”.
Il modello è definito dalla visione dell’organizzazione, dalla sua missione e dai suoi valori come anche definisce il complesso di barriere e confini per l’organizzazione – che prodotti o servizi fornirà, a che clienti o mercati si indirizzerà e che canali di domanda/richiesta userà. Il modello di business include strategie di alto livello e direzione tattiche su come l’organizzazione implementerà il modello, includendo anche gli obiettivi annuali definendo specifici passi che l’organizzazione intende intraprendere l'anno successivo ed i provvedimenti che intende attuare per conseguire i risultati attesi. Ognuno di questi punti è parte della documentazione interna che è disponibile per il revisore interno (internal auditor).

## Innovazioni dei modelli di business

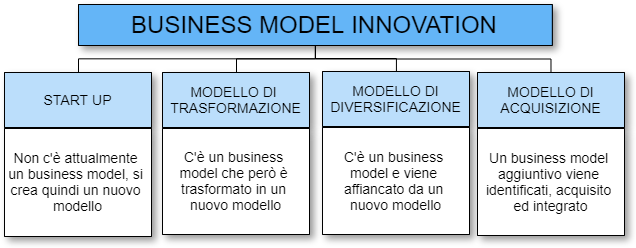
Business model innovation

Quando un’organizzazione crea un nuovo modello di business, il processo è chiamato innovazione del modello di business. C'è una vasta gamma di documenti scientifici sull'argomento, l’ultimo dei quali lo definisce come la concettualizzazione e l’implementazione di nuovi modelli business. L'attività di innovazione comprende lo sviluppo di interi nuovi modelli, la trasformazione di un modello in un altro, la diversificazione in modelli aggiuntivi, l'acquisizione e successiva integrazione di altri modelli (vedi figura sulla destra). La trasformazione può riguardare l’intero modello, un suo singolo valore o una combinazione dei suoi valori, le interrelazioni tra gli elementi e la rete di valori.
La combinazione dei suoi valori la cattura di valori elementari, le interrelazioni tra gli elementi e le reti di valori. Il concetto facilita le analisi e le previsioni di trasformazione da un modello ad un altro. Un’innovazione frequente e di successo può incrementare la resilienza di un’organizzazione, di cambiare nel suo ambiente e se un’organizzazione ha la capacità di farlo, può diventare un vantaggio competitivo.